# Livia della Rovere
Livia della Rovere (née à Pesaro le 16 décembre 1585 et morte dans la même ville le 6 juillet 1641) est une aristocrate italienne de la maison della Rovere et la dernière duchesse d'Urbino (1599-1631).

## Biographie
Née à Pesaro le 16 décembre 1585,, elle est la fille aînée d'Ippolito della Rovere, marquis de San Lorenzo in Campo, fils légitimé du cardinal Giulio della Rovere, et d'Isabella Vitelli, marquise dell'Amatrice. Elle a un frère, Giulio, marquis de San Lorenzo in Campo et dell'Amatrice, et au moins quatre sœurs : Lucrezia, épouse de Marcantonio Lante, marquis de San Lorenzo in Campo, et mère d'Ippolito Lante Montefeltro della Rovere, duc de Bomarzo  et fondateur de la famille Lante Montefeltro della Rovere, Elisabetta, morte en bas âge, Eleonora et Livia, religieuses au monastère Corpus Domini de Pesaro. 

### Le sort du duché d'Urbino
Francesco Maria II della Rovere, duc d'Urbino, est marié depuis 1570 avec Lucrèce d'Este, fille d'Hercule II, duc de Ferrare. Leur mariage est malheureux et sans enfant non seulement à cause de leur différence d'âge, mais aussi parce qu'il a transmis la syphilis à son épouse. Séparés en 1578 mais sans aucune possibilité d'annulation, Lucrèce retourne à Ferrare, où elle meurt en 1598.
Veuf et âgé, François Marie II se résigne à l'extinction de sa dynastie et à l'annexion du duché d'Urbino aux États pontificaux. Cette incertitude inquiète ses sujets qui, sous la famille Della Rovere, connaissent un âge d'or. Les domaines de Della Rovere jouissent de faibles impôts en comparaison avec les territoires sous contrôle direct de l'Église, tandis que les villes, même les plus petites, sont enrichies de monuments et de fortifications. La cour d'Urbino est l'une des plus prestigieuses d'Europe attirant des artistes renommés comme Raphaël, Piero della Francesca et Titien grâce au mécénat de la famille régnante. C'est dans ce climat de peur concernant le sort du duché que les conseillers et la population poussent le duc à se remarier, ce qu'il accepte à contrecœur.

### Mariage
Après la mort de sa mère à la naissance de son frère Giulio en 1598, Livia et ses sœurs sont placées au couvent Santa Maddalena de Pesaro, d'où elle sort après avoir été choisie par son père pour devenir la nouvelle épouse du duc d'Urbino, son cousin au second degré. Après avoir obtenu la dispense du pape Clément VIII, le mariage de Livia et Francesco Maria II est modestement célébré le 26 avril 1599 à Casteldurante.
Dès le début, l'union est malheureuse : alors que la mariée de quatorze ans en voulait d'être mariée avec un homme assez âgé pour être son père, le marié de cinquante ans avait contracté ce mariage dans le seul but de sauver sa famille de l'extinction et de préserver l'indépendance du duché ; en conséquence, il ne montre jamais aucune tendresse ni affection à Livia. En outre, Francesco Maria II et son beau-père ne tardent pas à se brouiller, et ce dernier est contraint de quitter la cour ; malgré plusieurs tentatives de Livia pour les réconcilier, ils restent séparés.
La disgrâce de son père et de son oncle le cardinal Giuliano isole la duchesse, et avec la mort de sa belle-mère Victoire Farnèse, qui avait convaincu son fils d'épouser Livia, le 13 décembre 1602, elle perd son dernier soutien. Désormais à la merci de son mari, elle craint le pire ; cependant, son attitude envers elle change quand en novembre 1604 Livia tombe enceinte.

### L'héritier
Le 16 mai 1605, au palais ducal de Pesaro, Livia donne naissance à un fils, Federico Ubaldo della Rovere. La naissance de l'héritier mâle tant attendu répare pour un temps les relations entre Livia et son mari, mais le duc vieillissant montre peu d'intérêt pour son fils, le laissant d'abord aux soins affectueux de sa mère ; cependant, il lui retire finalement l'enfant et l'envoie à Florence pour continuer ses études, alors qu'elle est pratiquement emprisonnée au palais de Casteldurante. Séparée de son fils, Livia lui écrit de nombreuses lettres : par exemple, dans l'une d'elles datée du 19 juin 1616, elle s'appelle sa « Mère très aimante, qui vous aime comme son âme  » (Amorevolissima madre, che vi ama quanto l'anima). La distance de ses parents fait que Federico Ubaldo devient un enfant troublé et plus tard un adolescent arrogant et imprudent.
Le mariage de Federico Ubaldo avec Claude de Médicis en 1621 marqua non seulement le début de l'alliance du duché d'Urbino avec la maison de Médicis, mais aussi le début du règne personnel de son fils à la suite de l'abdication de son père. L'arrivée de sa belle-fille à la cour et la naissance de sa petite-fille, Vittoria della Rovere, le 7 février 1622, est une source de grande joie pour la duchesse, qui passe du temps avec son fils et sa famille entre Pesaro et Urbin. Cependant, le bonheur familial ne dure pas longtemps : son mari, rendu méfiant par ses conseillers à propos du comportement de Livia, lui ordonne de revenir auprès de lui et de rester loin de leur fils.

### L'extinction du duché d'Urbino
Federico Ubaldo meurt subitement le 29 juin 1623, des suites d'une crise d'épilepsie ; avec sa mort, le destin de Livie et du duché d'Urbino change encore, car la dynastie se retrouve de nouveau sans héritier mâle direct. Le jeune duc est inhumé en la cathédrale d'Urbino. En octobre, Claude et Vittoria s'installent à la cour des Médicis, laissant Livia dévastée par la perte de sa petite-fille bien aimée et seule avec son mari âgé et presque paralysé, qui après la mort de leur fils reprend le titre ducal.

### Mort du duc
Franceso Maria II meurt le 28 avril 1631, laissant Livia complètement isolée à l'âge de quarante-six ans. Le sort du duché d'Urbino est scellé et le pape Urbain VIII lui donne comme modeste compensation les villes de Rocca Contrada et Corinaldo, auxquelles s'ajoutent plus tard Gradara et San Lorenzo in Campo, les anciens domaines de son père. Elle est toujours séparée de son frère Giulio della Rovere (décédé en 1636) et empêchée de se rendre auprès de sa petite-fille à Florence, malgré ses bonnes relations avec la cour des Médicis et les invitations répétées à venir y vivre. La seule exception à son isolement est le mariage de Vittoria, héritière de la fortune de la famille Della Rovere , avec Ferdinand II de Médicis en 1637.

### Dernières années
Livia se retire à Castelleone di Suasa dans le palais construit par son père. Elle y passe les dernières années de sa vie, mourant le 6 juillet 1641 à 55 ans. Elle est inhumée au couvent Corpus Domini de Pesaro, où sa sœur et homonyme Livia était abbesse, selon son testament conservé dans les archives paroissiales documentées de Castelleone :
« Un dì 6 juillet 1641. La ser (enissi) ma Livia Duchessa d'Urbino morì di età di anni 60 incirca et hebbe tutti li SS.mi sacramenti dal sig. D. Carlo Rivi pievano et il corpo fu portato a Pesaro nella chiesa delle moniche del Corpus Domini. »
— Livre des morts de l'année 1635 jusque 1673 des archives paroissiales de Castelleone di Suasa
        
« Un jour du 6 juillet 1641. La serenissime Livia duchesse d'Urbino est morte vers 60 ans et a eu tous les Saints sacrements par le prelat M. D. Carlo Rivi  et le corps a été porté à Pesaro dans l'église des sœurs du Corpus Domini.. »
Propriétaire d'un grand nombre d'œuvres d'art et de la richesse accumulée au fil des ans par la famille ducale, elle fait de sa petite-fille son unique héritière. À la suite de cela, la majeure partie du patrimoine artistique de la famille Della Rovere est transféré à Florence dans les collections des Médicis ou à Rome dans les palais papaux.